# Липман, Ежи
Ежи Липман (пол. Jerzy Lipman; 10 апреля 1922, Брест-над-Бугом, ныне Брест (Белоруссия) — 10 ноября 1983, Лондон) — польский кинооператор.

## Биография
Из ассимилированной еврейской семьи. В годы Второй мировой войны — узник гетто, затем боец Армии Крайовой. Участвовал в Варшавском восстании 1944 года. Был интернирован в СССР. Окончил Государственную высшую школу кинематографического, телевизионного и театрального искусства в Лодзи (1952).
Начинал в документальном кино оператором у Анджея Вайды, впоследствии снял с ним не один фильм, работал с другими крупными польскими режиссёрами. После политического кризиса 1968 года эмигрировал в ФРГ (1969). Работал в немецком кино и на телевидении.

## Избранная фильмография
- 1951 — Илжецкая керамика / Ceramika ilzecka (Анджей Вайда, документальный)
- 1952 — Когда ты спишь / Kiedy ty spisz (Анджей Вайда, документальный; также автор сценария)
- 1953 — Пятеро с улицы Барской / Piątka z ulicy Barskiej (Александр Форд)
- 1953 — Три повести / Trzy opowieści (Конрад Налецкий, Эва Петельская, Чеслав Петельский)
- 1954 — Поколение / Pokolenie (Анджей Вайда)
- 1956 — Канал / Kanał (Анджей Вайда)
- 1956 — Тень / Cień (Ежи Кавалерович)
- 1957 — Настоящий конец большой войны / Prawdziwy koniec wielkiej wojny (Ежи Кавалерович)
- 1958 — Восьмой день недели / Ósmy dzień tygodnia (Александр Форд)
- 1959 — Лётна / Lotna (Анджей Вайда)
- 1960 — Косоглазое счастье (в советском прокате — Шесть превращений Яна Пищика) / Zezowate szczęście (Анджей Мунк)
- 1961 — Нож в воде / Nóż w wodzie (Роман Полански)
- 1962 — Гангстеры и филантропы / Gangsterzy i filantropi (Ежи Гофман)
- 1962 — Любовь в двадцать лет (эпизод «Варшава») / L' amour a vingt ans (Анджей Вайда)
- 1963 — Разводов не будет / Rozwodów nie będzie (Ежи Стефан Ставинский)
- 1963 — Девушка из банка / Zbrodniarz i panna (Януш Насфетер)
- 1964 — Закон и кулак / Prawo i pięść (Ежи Гофман)
- 1965 — Пепел / Popioły (Анджей Вайда)
- 1967 — Отец / Ojciec (Ежи Гофман)
- 1967 — Зося (Михаил Богин)
- 1969 — Пан Володыёвский / Pan Wołodyjowski (также режиссура в соавторстве с Ежи Гофманом)
- 1972 — И дождь смывает все следы / Und der Regen verwischt jede Spur (Альфред Форер)
- 1974 — Вы свободны, доктор Корчак / Sie sind frei, Dr. Korczak (Александр Форд)
- 1979 — Лемминги / Lemminge (Михаэль Ханеке, телевизионный фильм)